# Rizogènesi
La rizogènesi en botànica és un procés que condiciona la formació i el desenvolupament de les arrels en els vegetals.
La rizogènesi es pot afavorir per l'aplicació d'auxina. Les citoquinines són antagonistes de la rizogènesi, és a dir, que inhibeixen el desenvolupament de les arrels.

## Rizogènesi en cas de secada
La rizogènesi en la secada és una resposta adaptativa de les arrels a l'estrès provocat per la secada. les noves arrels que s'emeten són curtes, inflades i sense pilositat, capaces de retenir la pressió de turgència i resistents a la dessecació prolongada. Després de la rehidratació, són capaços de formar ràpidament una superfície radicular d'absorció i el creixement de la pilositat. Es considera que aquesta rizogènesi és una estratègia de tolerància a la secada pel recuperament posterior a l'estrès.

## Característiques estructurals
Aquestes arrels curtes induïdes per la secada es poden trobar en qualsevol dels dos tipus d'arrels, l'arrel mestra i les arrels laterals o en les arrels laterals només. Aquests patrons són probablement un reflex de la capacitat de l'individu per mantenir l'activitat del meristem sot baix potencial d'aigua.
Aquest fenomen morfològic es va trobar en algunes famílies d'angiospermes dicotiledònies perennes.